# Hoplostethus occidentalis
Hoplostethus occidentalis är en fiskart som beskrevs av Woods, 1973. Hoplostethus occidentalis ingår i släktet Hoplostethus och familjen Trachichthyidae. Inga underarter finns listade i Catalogue of Life.